# Tacinga inamoena
Tacinga inamoena är en kaktusväxtart som först beskrevs av Karl Moritz Schumann, och fick sitt nu gällande namn av Nigel Paul Taylor och Stuppy. Tacinga inamoena ingår i släktet Tacinga och familjen kaktusväxter.

## Underarter
Arten delas in i följande underarter:
- T. i. inamoena
- T. i. subcylindrica

## Bildgalleri

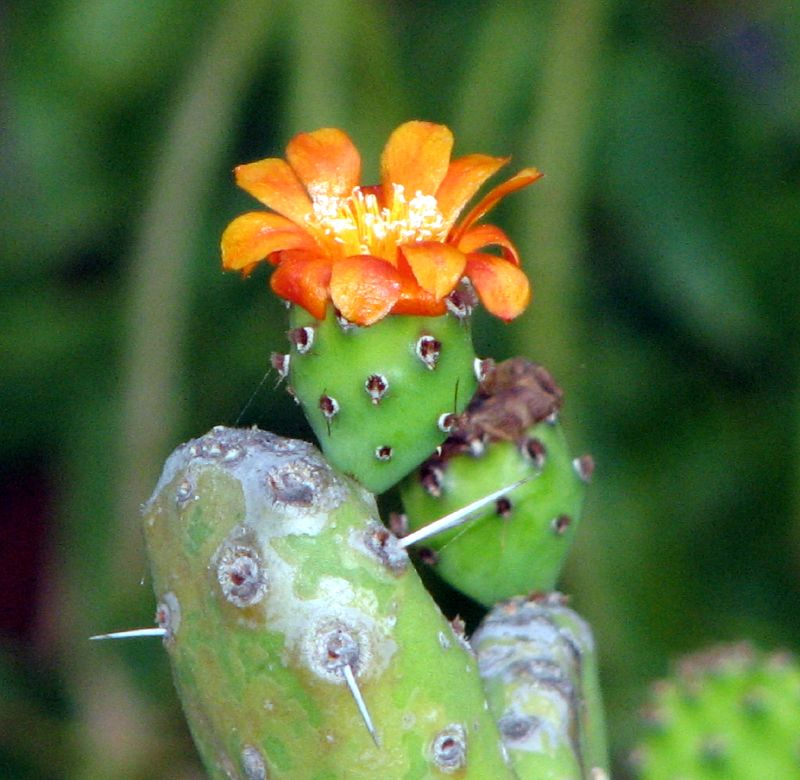
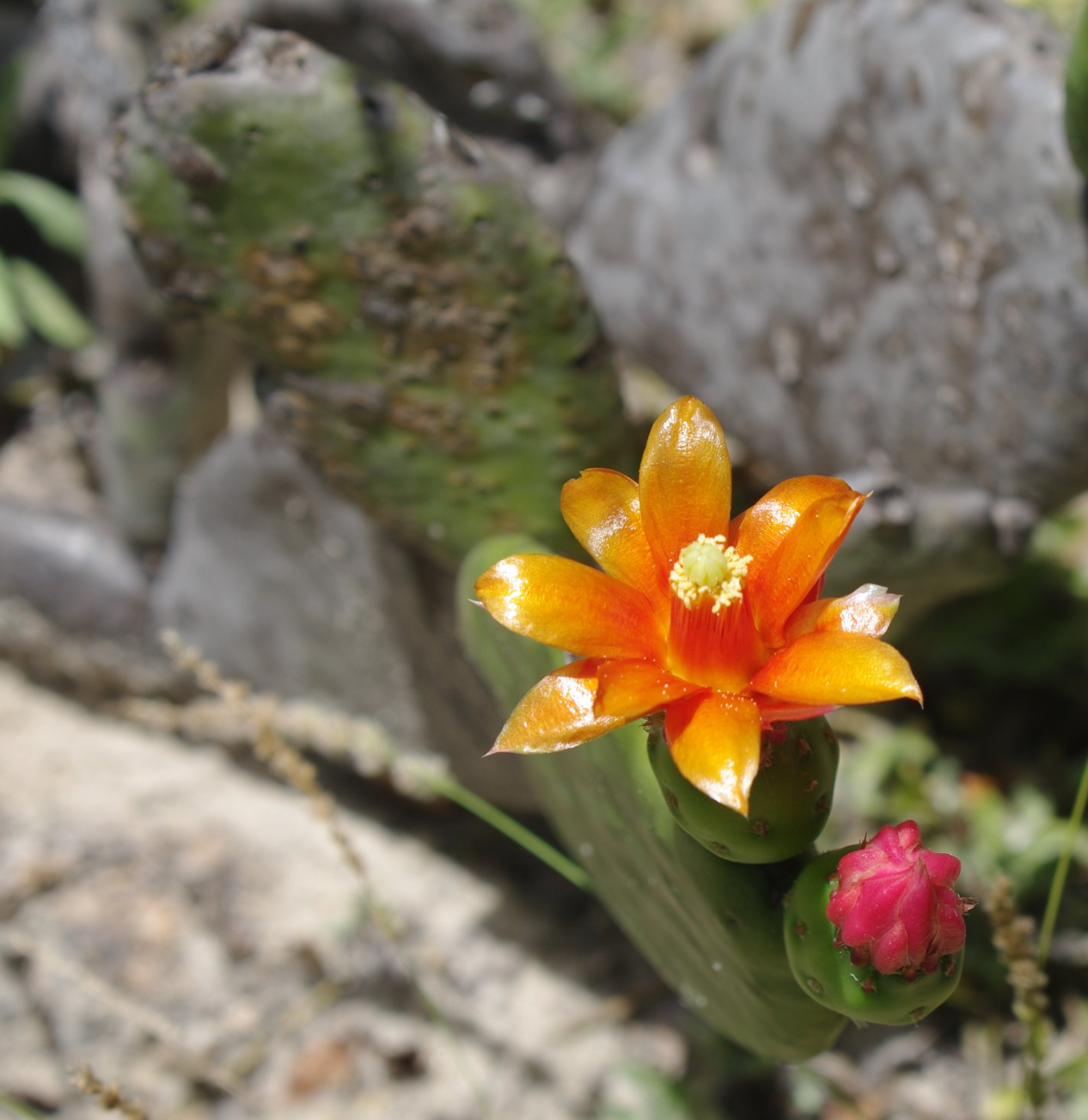
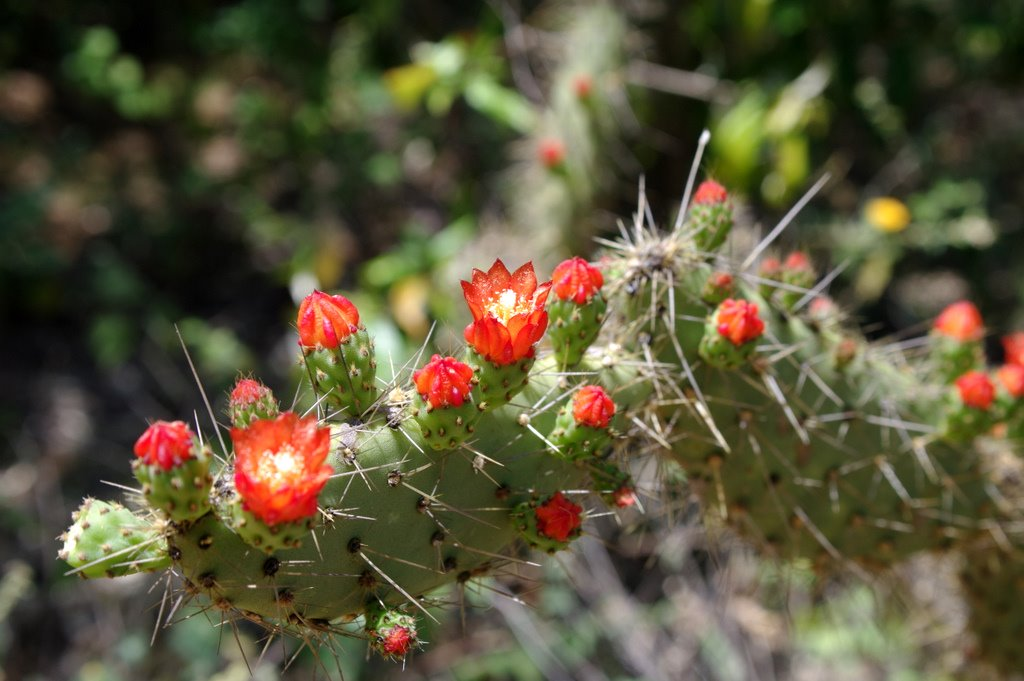
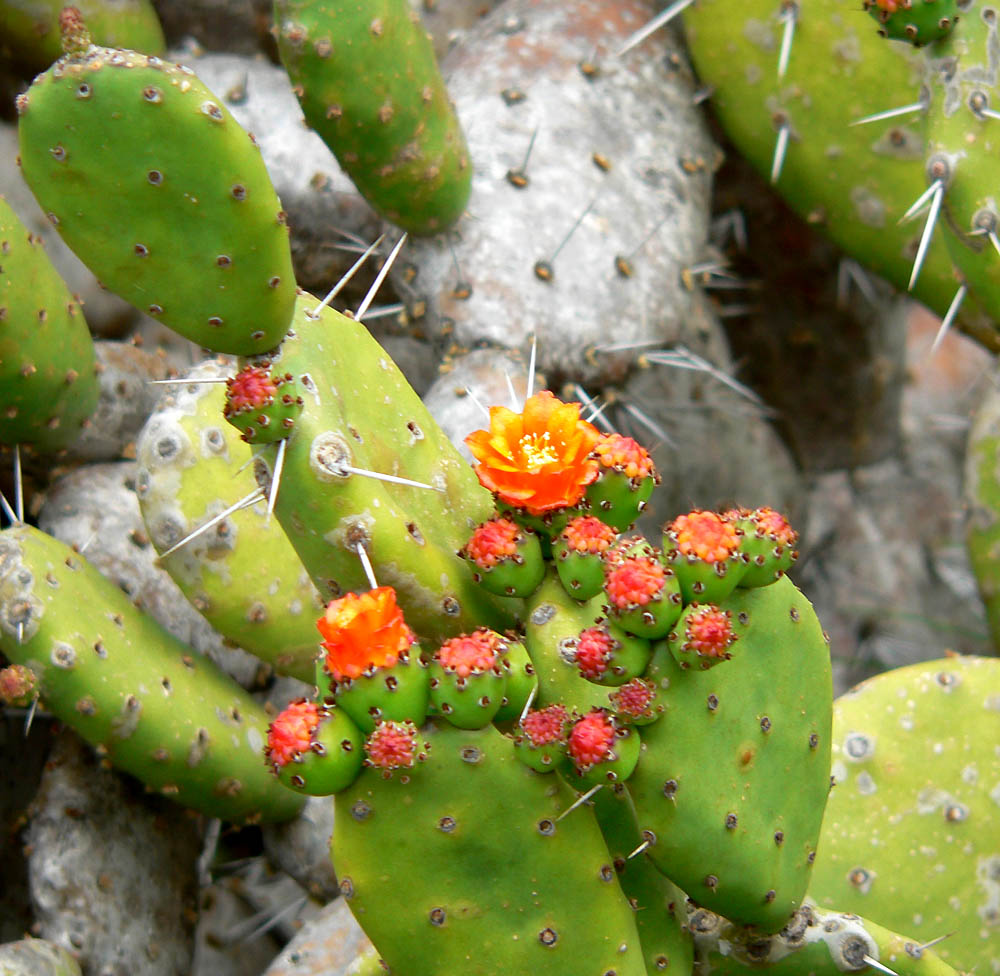
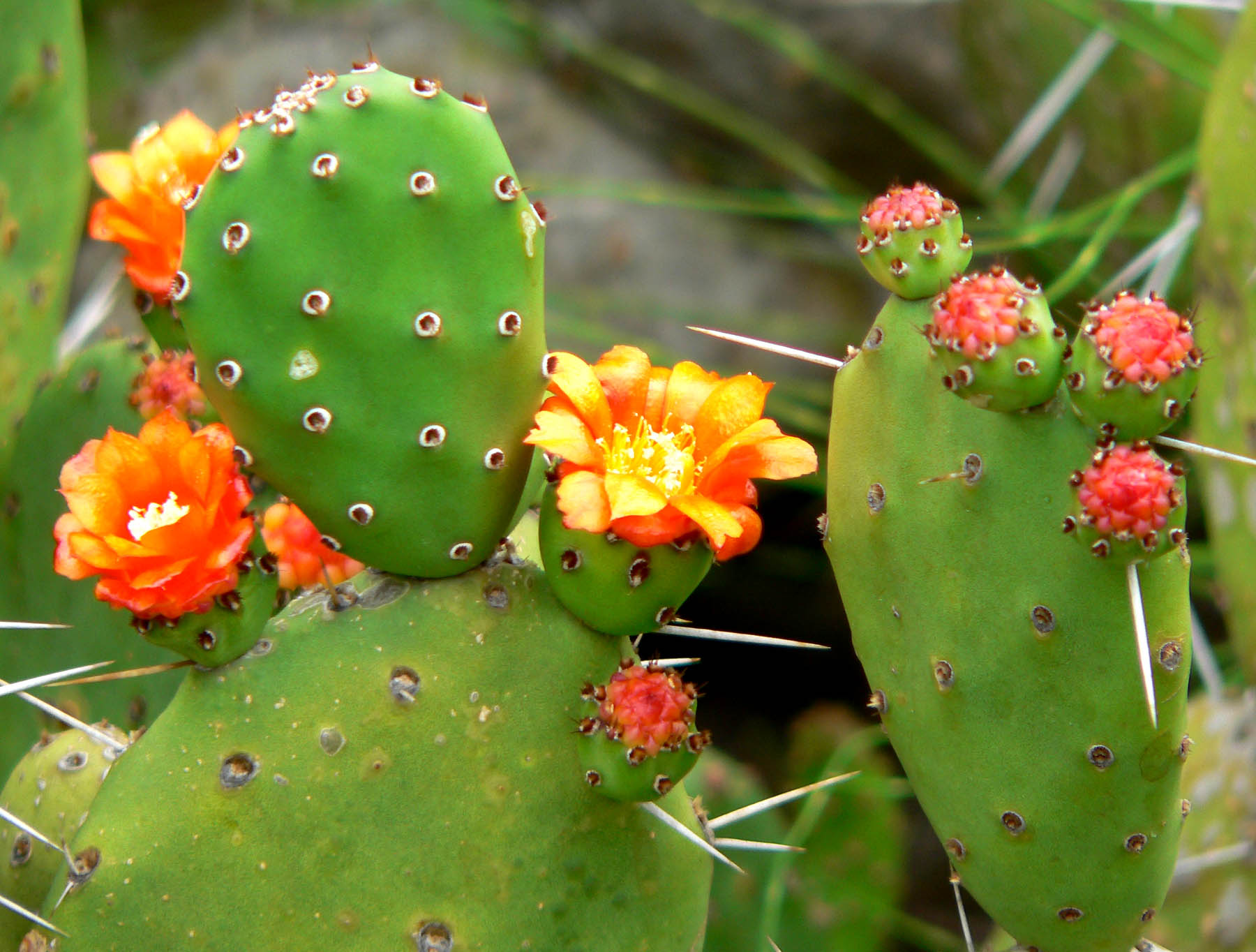